# Louis Christian Heinrich Vortisch
Louis Christian Heinrich Vortisch (* 13. August 1804 in Rostock; † 9. Dezember 1871 in Satow) war ein deutscher evangelischer Pastor und Naturforscher.

## Leben
Louis Christian Heinrich Vortisch war der Sohn des aus Österreich stammenden Chirurgen Christian Vortisch und dessen Frau Sophie, geb. Krebs. Er studierte ab 1823 Theologie und Philologie an der Universität Rostock und war danach ab 1826 Hauslehrer in Mesekenhagen. Er wirkte von September 1836 bis zu seinem Tode als Pastor in Satow (Präpositur Doberan). Ab Oktober 1836 war er verheiratet mit Molly Winckler (1810–1895), der Tochter eines Lübecker Weinhändlers. Vortisch beschäftigte sich mit Astronomie und Geologie und war Mitglied des Vereins der Freunde der Naturgeschichte in Mecklenburg, des Freien Deutschen Hochstifts und korrespondierendes Mitglied der Naturwissenschaftlichen Gesellschaft „Isis“ in Dresden.
Am 2. Januar 1853 wurde Louis Christian Heinrich Vortisch unter der Präsidentschaft von Christian Gottfried Daniel Nees von Esenbeck unter der Matrikel-Nr. 1657 mit dem akademischen Beinamen Burnet in der Sektion Geologie und Paläontologie als Mitglied in die Kaiserliche Leopoldino-Carolinische Akademie der Naturforscher aufgenommen.

## Schriften
- Die jüngste Katastrophe des Erdballs. Ein geologischer Versuch. Vieweg, Braunschweig 1852 (Digitalisat)
- Ein Wort in Bezug auf nordische Geschiebe, nebst einem Beitrage zur Kenntniß der Geschiebe Meklenburgs. In: Archiv des Vereins der Freunde der Naturgeschichte in Mecklenburg. Band 17. Hinstorff, Neubrandenburg [u. a.] 1863, S. 22–140.
- Das Mangelhafte der Newton'schen Gravitations-Theorie zur Erklärung der Bewegungen und anderer Erscheinungen im Sonnensystem und Zurückführung derselben auf ein anderes und neues Princip. Stiller, Rostock 1866 (Digitalisat)